# Sommer-Paralympics 2012/Teilnehmer (Taiwan)
| stlisierte Goldmedaille | stlisierte Silbermedaille | stlisierte Bronzemedaille |
| ----------------------- | ------------------------- | ------------------------- |
| —                       | 1                         | 2                         |

Taiwan (olympisch/paralympisch: Chinesisch Taipeh) entsandte zu den Paralympischen Sommerspielen 2012 in London (29. August bis 9. September) eine aus 18 Sportlern bestehende Mannschaft. Insgesamt gewann das Teilnehmerland drei Medaillen und fand sich auf Platz 63 des Medaillenspiegels wieder.

## Medaillengewinner

### Silber
| Name        | Sportart | Wettkampf        |
| ----------- | -------- | ---------------- |
| Kai-Lin Lee | Judo     | Frauen bis 48 kg |

## Teilnehmer nach Sportart

### Bronze
| Name           | Sportart      | Wettkampf           |
| -------------- | ------------- | ------------------- |
| Tseng Lung-Hui | Bogenschießen | Recurve (W1 und W2) |
| Tzui-Hui Lin   | Powerlifting  | Frauen bis 75 kg    |

## Teilnehmer nach Sportart

### Bogenschießen
Tseng Lung-Hui stellte mit 650 Punkten in der ersten Runde einen neuen paralympischen Rekord auf.
| Athleten                                     | Wettbewerb                 | 1. Runde | 1. Runde | 2. Runde    | 2. Runde | Achtelfinale  | Achtelfinale  | Viertelfinale          | Viertelfinale | Halbfinale         | Halbfinale    | Finale                            | Finale        | Rang          |
| Athleten                                     | Wettbewerb                 | Ringe    | Rang     | Gegner      | Ergebnis | Gegner        | Ergebnis      | Gegner                 | Ergebnis      | Gegner             | Ergebnis      | Gegner                            | Ergebnis      | Rang          |
| -------------------------------------------- | -------------------------- | -------- | -------- | ----------- | -------- | ------------- | ------------- | ---------------------- | ------------- | ------------------ | ------------- | --------------------------------- | ------------- | ------------- |
| Hua Chen Chung                               | Einzel Recurve (W1 und W2) | 537      | 23       | Ozgur Oden  | 2:6      | ausgeschieden | ausgeschieden | ausgeschieden          | ausgeschieden | ausgeschieden      | ausgeschieden | ausgeschieden                     | ausgeschieden | ausgeschieden |
| Tseng Lung-Hui                               | Einzel Recurve (W1 und W2) | 650      | 1        | Freilos     | Freilos  | Mustafa Demir | 6:2           | Paul Browne            | 6:4           | Oscar De Pellegrin | 6:2           | Bronzematch: Ebrahim Ranjbarkivaj | 7:3           | Bronze        |
| Ching Jen Yang                               | Einzel Recurve (ST)        | 581      | 20       | Yuriy Kopiy | 5:6      | ausgeschieden | ausgeschieden | ausgeschieden          | ausgeschieden | ausgeschieden      | ausgeschieden | ausgeschieden                     | ausgeschieden | ausgeschieden |
| Hua Chen Chung Lung Hui Tseng Ching Jen Yang | Team Recurve               | 1768     | 6        | –           | –        | Ukraine       | 194:183       | Vereinigtes Konigreich | 179:195       | ausgeschieden      | ausgeschieden | ausgeschieden                     | ausgeschieden | ausgeschieden |

### Judo
| Athleten    | Wettbewerb       | 1. Runde | 1. Runde | Viertelfinale | Viertelfinale | Halbfinale             | Halbfinale | Finale         | Finale   | Rang   |
| Athleten    | Wettbewerb       | Gegner   | Ergebnis | Gegner        | Ergebnis      | Gegner                 | Ergebnis   | Gegner         | Ergebnis | Rang   |
| ----------- | ---------------- | -------- | -------- | ------------- | ------------- | ---------------------- | ---------- | -------------- | -------- | ------ |
| Kai-Lin Lee | Klasse bis 48 kg | –        | –        | Solene Laclau | 010:0001      | Karla Ferreira Cardoso | 0002:0001  | Carmen Brussig | 0001:001 | Silber |

### Leichtathletik
Bei den Paralympischen Spielen 2012 wurden erstmals ein Speerwurf-Wettbewerb für sehbehinderte Frauen eingeführt. Obwohl Ya-Ting Liu nur Fünftplatzierte wurde, hat sie dennoch den paralympischen Record in der Klasse F13 aufgestellt, da die vier Athleten vorher in der Klasse F12 starteten.
| Athleten          | Wettbewerb       | Vorlauf / Vorkampf | Vorlauf / Vorkampf | Halbfinale   | Halbfinale | Finale             | Finale             | Rang               |
| Athleten          | Wettbewerb       | Zeit / Weite       | Rang               | Zeit / Weite | Rang       | Zeit / Weite       | Rang               | Rang               |
| ----------------- | ---------------- | ------------------ | ------------------ | ------------ | ---------- | ------------------ | ------------------ | ------------------ |
| Frauen            |                  |                    |                    |              |            |                    |                    |                    |
| Ya-Ting Liu       | 100 m T13        | 14,22              | 6                  | –            | –          | nicht qualifiziert | nicht qualifiziert | nicht qualifiziert |
| Ya-Ting Liu       | Speerwurf F12-13 | –                  | –                  | –            | –          | 33,65 m            | 5                  | 5                  |
| Ting-Fen Tung     | Speerwurf F12-13 | –                  | –                  | –            | –          | 21,12 m            | 9                  | 9                  |
| Männer            |                  |                    |                    |              |            |                    |                    |                    |
| Chih-Chung Chiang | Speerwurf F12-13 | –                  | –                  | –            | –          | 56,51 m            | 5                  | 5                  |
| Keng-Chin Liang   | Dreisprung F12   | –                  | –                  | –            | –          | 13,60 m            | 8                  | 8                  |

### Powerlifting (Bankdrücken)
| Athleten    | Wettbewerb       | Gewicht | Rang   |
| Ya-Huan Lin | Klasse bis 60 kg | DSQ     | DSQ    |
| Tzu-Hui Lin | Klasse bis 75 kg | 137 kg  | Bronze |

### Schießen
| Athleten      | Wettbewerb                                   | Qualifikation   | Qualifikation | Finale          | Finale        | Ringe/ Scheiben | Rang          |
| Athleten      | Wettbewerb                                   | Ringe/ Scheiben | Rang          | Ringe/ Scheiben | Rang          | Ringe/ Scheiben | Rang          |
| ------------- | -------------------------------------------- | --------------- | ------------- | --------------- | ------------- | --------------- | ------------- |
| Wen-Chang Liu | Freies Gewehr 50 Meter (SH1) – Männer        | 1098            | 24            | ausgeschieden   | ausgeschieden | ausgeschieden   | ausgeschieden |
| Wen-Chang Liu | Luftgewehr 10 Meter (SH1) – Männer           | 576             | 21            | ausgeschieden   | ausgeschieden | ausgeschieden   | ausgeschieden |
| Wen-Chang Liu | Freies Gewehr 50 Meter liegend (SH1) – Mixed | 576             | 33            | ausgeschieden   | ausgeschieden | ausgeschieden   | ausgeschieden |
| Wen-Chang Liu | Luftgewehr 10 Meter liegend (SH1) – Mixed    | 599             | 14            | ausgeschieden   | ausgeschieden | ausgeschieden   | ausgeschieden |

### Schwimmen
| Athleten             | Wettbewerb           | Vorlauf     | Vorlauf | Finale        | Finale        | Rang          |
| Athleten             | Wettbewerb           | Zeit        | Rang    | Zeit          | Rang          | Rang          |
| -------------------- | -------------------- | ----------- | ------- | ------------- | ------------- | ------------- |
| Alice Hsiao Hung Luo | 100 m Freistil (S6)  | 1:34,31 s   | 19      | ausgeschieden | ausgeschieden | ausgeschieden |
| Alice Hsiao Hung Luo | 100 m Brust (SB4)    | 2:06,80 min | 7       | 2:06,05 min   | 7             |               |
| Alice Hsiao Hung Luo | 200 m Lagen (SM5)    | 4:32,59 min | 11      | ausgeschieden | ausgeschieden | ausgeschieden |
| Jo-Lin Tu            | 200 m Freistil (S14) | 2:43,29 min | 20      | ausgeschieden | ausgeschieden | ausgeschieden |
| Jo-Lin Tu            | 100 m Brust (SB14)   | 1:40,49 min | 17      | ausgeschieden | ausgeschieden | ausgeschieden |

### Tischtennis
| Athleten                             | Wettbewerb              | 1. Runde        | 1. Runde | Viertelfinale   | Viertelfinale | Halbfinale    | Halbfinale    | Finale                            | Finale        | Rang          |
| Athleten                             | Wettbewerb              | Gegner          | Ergebnis | Gegner          | Ergebnis      | Gegner        | Ergebnis      | Gegner                            | Ergebnis      | Rang          |
| ------------------------------------ | ----------------------- | --------------- | -------- | --------------- | ------------- | ------------- | ------------- | --------------------------------- | ------------- | ------------- |
| Frauen                               |                         |                 |          |                 |               |               |               |                                   |               |               |
| Shu-Chin Hsiao                       | Einzel (Klasse 5)       | Ingela Lundback | 2:3      | Wong Pu Yi      | 3:2           | ausgeschieden | ausgeschieden | ausgeschieden                     | ausgeschieden | ausgeschieden |
| Mei-Hu Wei                           | Einzel (Klasse 5)       | Gu Gai          | 0:3      | Maria Nardelli  | 3:0           | ausgeschieden | ausgeschieden | ausgeschieden                     | ausgeschieden | ausgeschieden |
| Shu-Chin Hsiao Mei-Hui Wei           | Team (Klasse 4-5)       | –               | –        | Italien         | 2:3           | ausgeschieden | ausgeschieden | ausgeschieden                     | ausgeschieden | ausgeschieden |
| Männer                               |                         |                 |          |                 |               |               |               |                                   |               |               |
| Kun-Nan Ko                           | Einzel (Klasse 4)       | Emeric Martin   | 0:3      | Kim Jung Gil    | 0:3           | ausgeschieden | ausgeschieden | ausgeschieden                     | ausgeschieden | ausgeschieden |
| Wen-Hsin Lin                         | Einzel (Klasse 4)       | Abdullah Öztürk | 1:3      | Andrej Meszaros | 3:1           | ausgeschieden | ausgeschieden | ausgeschieden                     | ausgeschieden | ausgeschieden |
| Yen-Hung Lin                         | Einzel (Klasse 5)       | Eun Chang Jung  | 2:3      | Ehab Feti       | 3:2           | ausgeschieden | ausgeschieden | ausgeschieden                     | ausgeschieden | ausgeschieden |
| Kun-Nan Ko Wen-Hsin Lin Yen-Hung Lin | Mannschaft (Klasse 4-5) | –               | –        | Ägypten         | 3:1           | Südkorea      | 0:3           | Spiel um den 3. Platz: Frankreich | 0:3           | 4             |